# BDH-Klinik Greifswald
Die BDH-Klinik Greifswald gGmbH ist ein Gesundheitsunternehmen aus Bonn, das in der Stadt Greifswald seit 1998 ein Krankenhaus als spezialisiertes Schwerpunktzentrum des Landes Mecklenburg-Vorpommern zur Versorgung schwerst schädelhirngeschädigter und querschnittgelähmter Patienten unterhält.
Das Haus ist eine von sechs Kliniken des BDH Bundesverbandes Rehabilitation e. V.

## Fachabteilungen
Die BDH-Klinik Greifswald verfügt über zwei medizinische Fachabteilungen, neurologische Rehabilitation und Frührehabilitation mit dem Schwerpunktzentrum schwer Schädel-Hirn-Geschädigter und die Abteilung Querschnittgelähmte. Die Intensivabteilungen werden interdisziplinär belegt und verfügen über Beatmungsplätze sowie zentrale Monitorüberwachung. Die Abteilungen der Diagnostik und Therapie sind bereichsübergreifende Serviceabteilungen mit fachlicher Einbindung in die Stationsteams.
Ärztlicher Direktor und Chefarzt ist Torsten Stein.

## Forschung und Kooperationen

### An-Institut der Universität Greifswald
Akademisch ist die Klinik als An-Institut an die Universität Greifswald angegliedert. Sie ist Mitglied im Department Neurowissenschaften der Medizinischen Fakultät und führt Forschung für die Rehabilitation durch. Zur wissenschaftlichen Tätigkeit des An-Instituts gehören Projekte, die die Mechanismen der geschädigten Funktion und ihrer Erholung untersuchen, Studien zur Evaluation von Messinstrumenten, klinisch-therapeutische Studien sowie die systematische Literaturbewertung und Leitlinienentwicklung.

### 3-Phasen-Modell
Auf dem Campus des Universitätsklinikums in Greifswald wird eine verzahnte Betreuung von der Erstversorgung am Unfallort bis zur beruflichen Integration durch die Kooperation mit dem Universitätsklinikum Greifswald und dem Berufsbildungswerk Greifswald geboten (3-Phasen-Modell). Auch Schlaganfallpatienten aus der Greifswalder Stroke Unit (Universitätsklinikum) werden behandelt.

### Landesaphasiezentrum Greifswald
Das Landesaphasiezentrum Greifswald ist eine modellhafte multifunktionale Einrichtung, die die Behandlung und Betreuung von Menschen mit einer Aphasie fördert.